# Isabella Grybe
Maria Isabella Grybe, född 17 april 1968 i Danderyds församling, är en svensk TV-programledare, redaktör och skådespelare.

## Biografi
Isabella Grybe är dotter till skådespelaren Stig Grybe och syster till Stefan Grybe. Hon medverkade som barn i en ledande roll i Hans Dahlbergs familjefilm  Trollsommar (1980) och i Sveriges Televisions serie Femte generationen (1986).
Hon har främst varit verksam som programledare på SVT och UR för barnnyhetsprogrammet Lilla Aktuellt 1993–2004 tillsammans med Simon Romanus. Därefter ledde hon premiärsändningen för den nya Kunskapskanalen tillsammans med Jarl Alfredius den 27 september 2004 och var verksam där, tills hon under flera år övergått till att leda olika program och satsningar rörande skolfrågor, som Skolfront, Rektorerna, Världens bästa skitskola och Lärlabbet. Hon har även gjort resereportage för SVT:s reseprogram Packat och klart och medverkar också på fritiden i countrymusikgruppen Aunt Mollie's.
Grybe och Romanus lyfte 2003 fram frågan om orättfärdiga anställningsrutiner inom televisionen med långvariga begränsade projektanställningar i stället för tillsvidareanställningar 

## Filmografi
- 1980 – Trollsommar
- 1986 – Femte generationen (TV-serie)